# 锺世坚
钟世坚（1956年5月—），男，广东电白人，中华人民共和国政治人物。大学毕业于海南师范专科学校生化系生物专业。在职毕业于广东省委党校经济学专业。

## 生平
1975年12月参加工作并加入中国共产党。历任中共珠海市委副书记、市长及党组书记等职。2013年3月，任中共广东省纪委副书记、广东省监察厅厅长。2013年4月，兼任广东省预防腐败局局长。
2015年3月30日下午被有关部门带走调查；財新網在4月1日搶先報道，称其落马或与朱明国案有关。
2015年7月21日，中共中央纪委通报称：钟世坚严重违反政治规矩和审查纪律，干预案件查处，违反保密纪律，向被审查人泄露案情；违反廉洁自律规定，收受礼金、礼品；严重违反中央八项规定精神，多次违规接受他人宴请；利用职务上的便利在干部选拔任用、企业经营等方面为他人谋取利益，收受巨额贿赂；为谋求个人职务升迁，向他人行贿。其中，受贿、行贿问题涉嫌犯罪。此外，钟世坚还存在干扰、妨碍组织审查的行为，与部分行贿人员串供，并将巨额财物转移藏匿。中央纪委决定给予钟世坚开除党籍处分，监察部决定给予钟世坚开除公职处分。经最高人民检察院指定管辖，厦门市人民检察院于同日对钟世坚执行逮捕。